# Emil Kaliski
Emil Kaliski (ur. 1901, zm. 8 lutego 1993) – polski architekt, urbanista i konserwator zabytków, członek SARP.

## Kariera naukowa i zawodowa
Emil Kaliski był absolwentem Wydziału Architektury Politechniki Warszawskiej rocznik 1931. Do 1939 roku był członkiem warszawskiego oddziału SARP, w 1945 był współzałożycielem oddziału SARP we Wrocławiu. Od 1945 roku był kierownikiem Urzędu Planowania Przestrzennego we Wrocławiu. Do lat 60. XX w. był nieoficjalnym koordynatorem odbudowy wrocławskiej Starówki.
Był członkiem ZO SARP (1949–51), członkiem GSK SARP (1957–59), zastępca członka GSK SARP w latach 1961–1963.

## Realizacje
Emil Kaliski był autorem lub współautorem wielu projektów odbudowy budynków we Wrocławiu po II wojnie światowej, m.in.:
- przebudowa kościoła, Plac Wolności, Łódź (1945);
- odbudowa kościoła św. Elżbiety we Wrocławiu;
- odbudowa Kościoła św. Krzyża na Ostrowie Tumskim we Wrocławiu;
- odbudowa Teatru Kameralnego we Wrocławiu przy ul. Świdnickiej 28
- odbudowa kamieniczki Pod Gryfami, Rynek 2, Wrocław;
- odbudowa kamieniczki Pod podwójnym Złotym Orłem, Rynek 42, Wrocław;
- odbudowa dawnego Kina Kammer-Lichspiele na siedzibę Dolnośląskiego Teatru Żydowskiego we Wrocławiu (1946);
- odbudowa kamienicy Pod Złotym Półksiężycem we Wrocławiu
- plan szczegółowy odbudowy dzielnicy staromiejskiej w obrębie fosy miejskiej wraz z Wyspą Piaskową i Ostrowem Tumskim we Wrocławiu;
- remont i adaptacja kamieniczek Jaś i Małgosia przy Rynku we Wrocławiu (1959–60).

## Odznaczenia i wyróżnienia[1]
Emil Kaliski otrzymał odznaczenia m.in.:
- Krzyż Kawalerski Orderu Odrodzenia Polski (1973),
- Brązowa Odznaka SARP (1963),
- Srebrna Odznaka SARP (1972),
- Złota Odznaka SARP (1979).